# Heldergem
Heldergem is een dorp in de Belgische provincie Oost-Vlaanderen en een deelgemeente van de gemeente Haaltert. Het was een zelfstandige gemeente tot aan de gemeentelijke herindeling van 1977. Het dorp ligt in de Denderstreek. 

## Bezienswaardigheden
- De Sint-Amanduskerk
- De analemmatische zonnewijzer aan de kerk van Heldergem[1]

## Natuur en landschap
Heldergem ligt op een hoogte van 30-80 meter. In het noorden loopt de Molenbeek-Ter Erpenbeek in noordoostelijke richting. In Heldergem stroomt ook de Steenbeek die een zijbeek is van de Molenbeek-Ter Erpenbeek.
Het natuurgebied Den Dotter ligt op de grens met Aaigem in de gemeente Erpe-Mere.

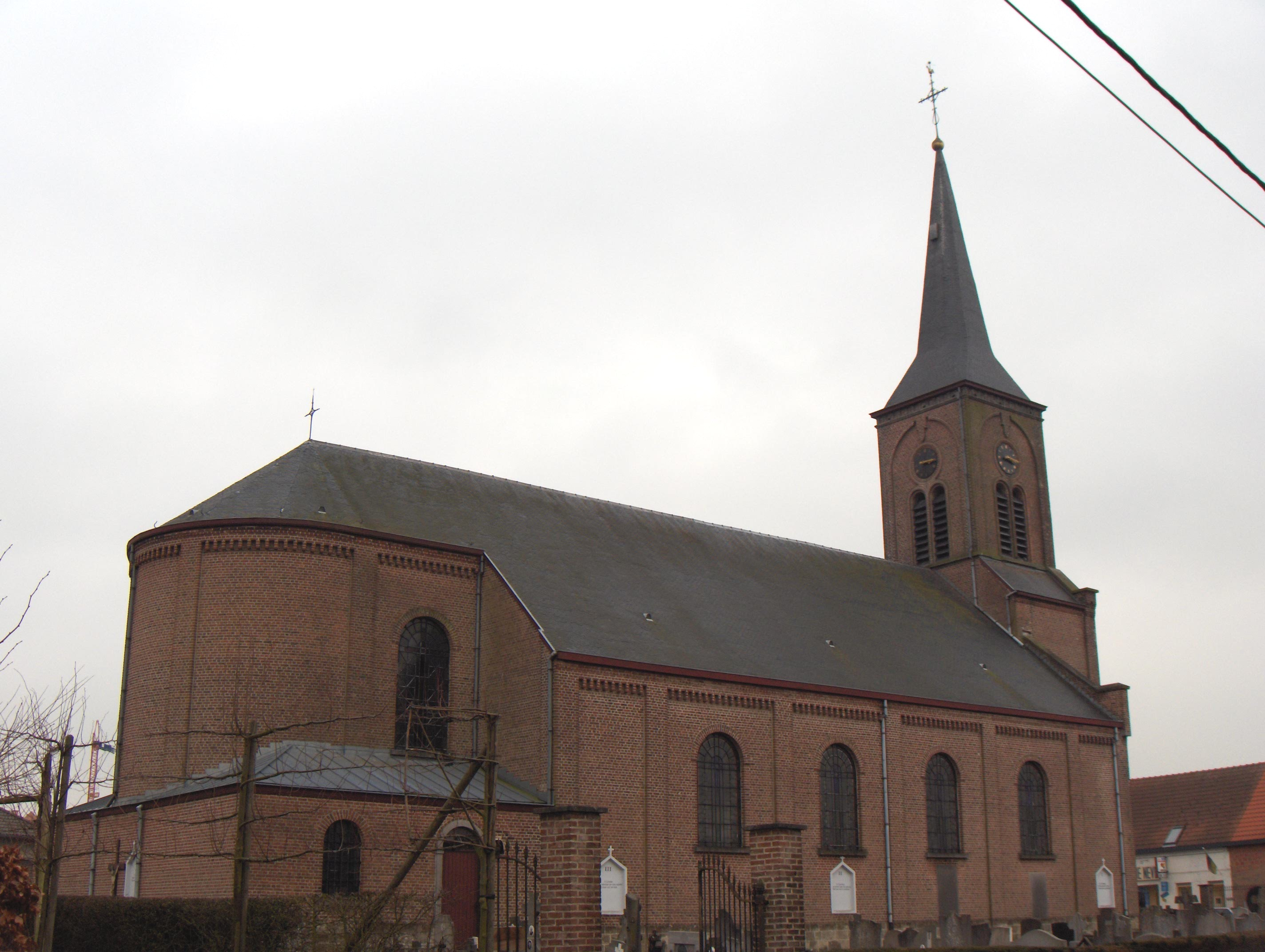
Sint-Amanduskerk
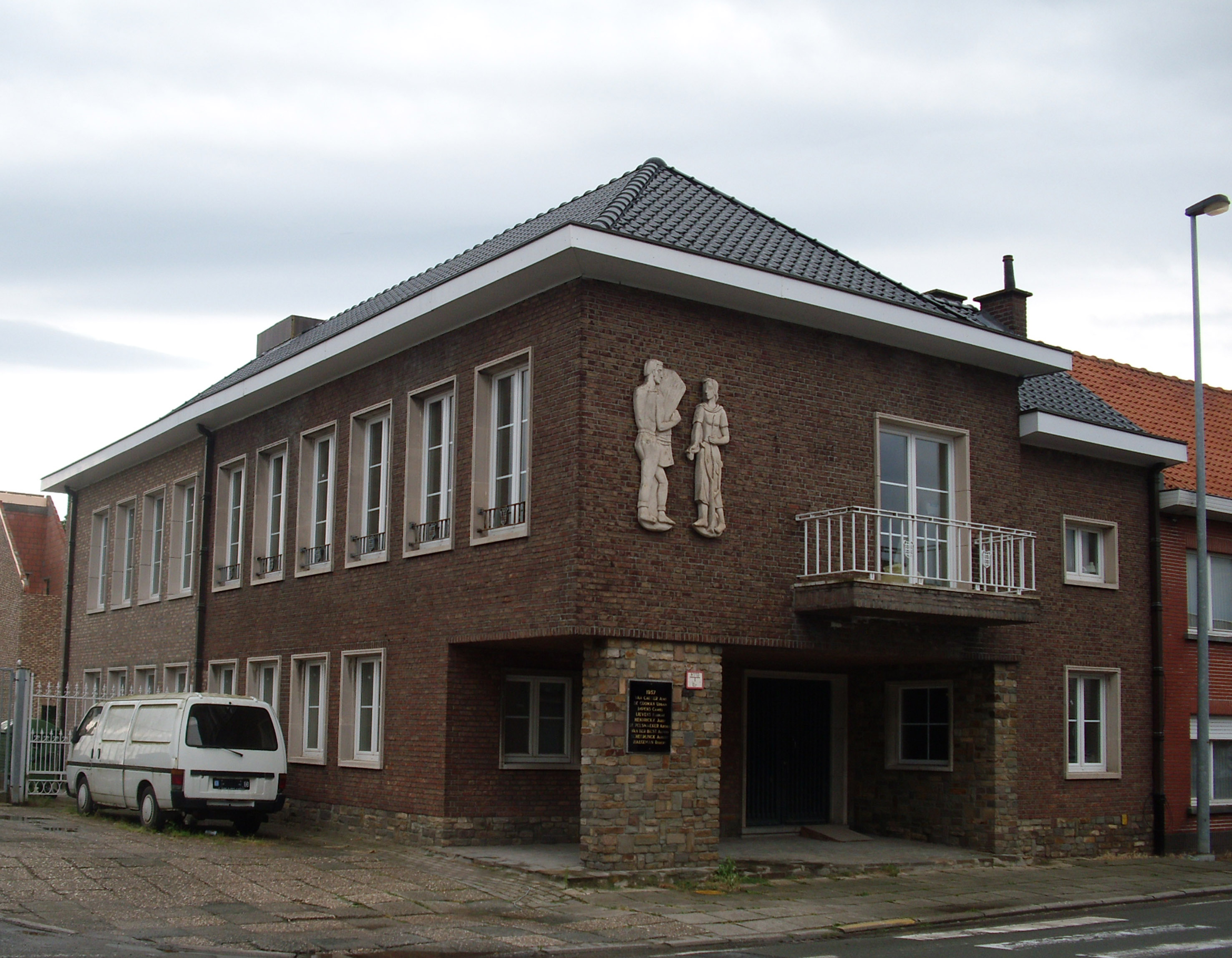
Het voormalige gemeentehuis
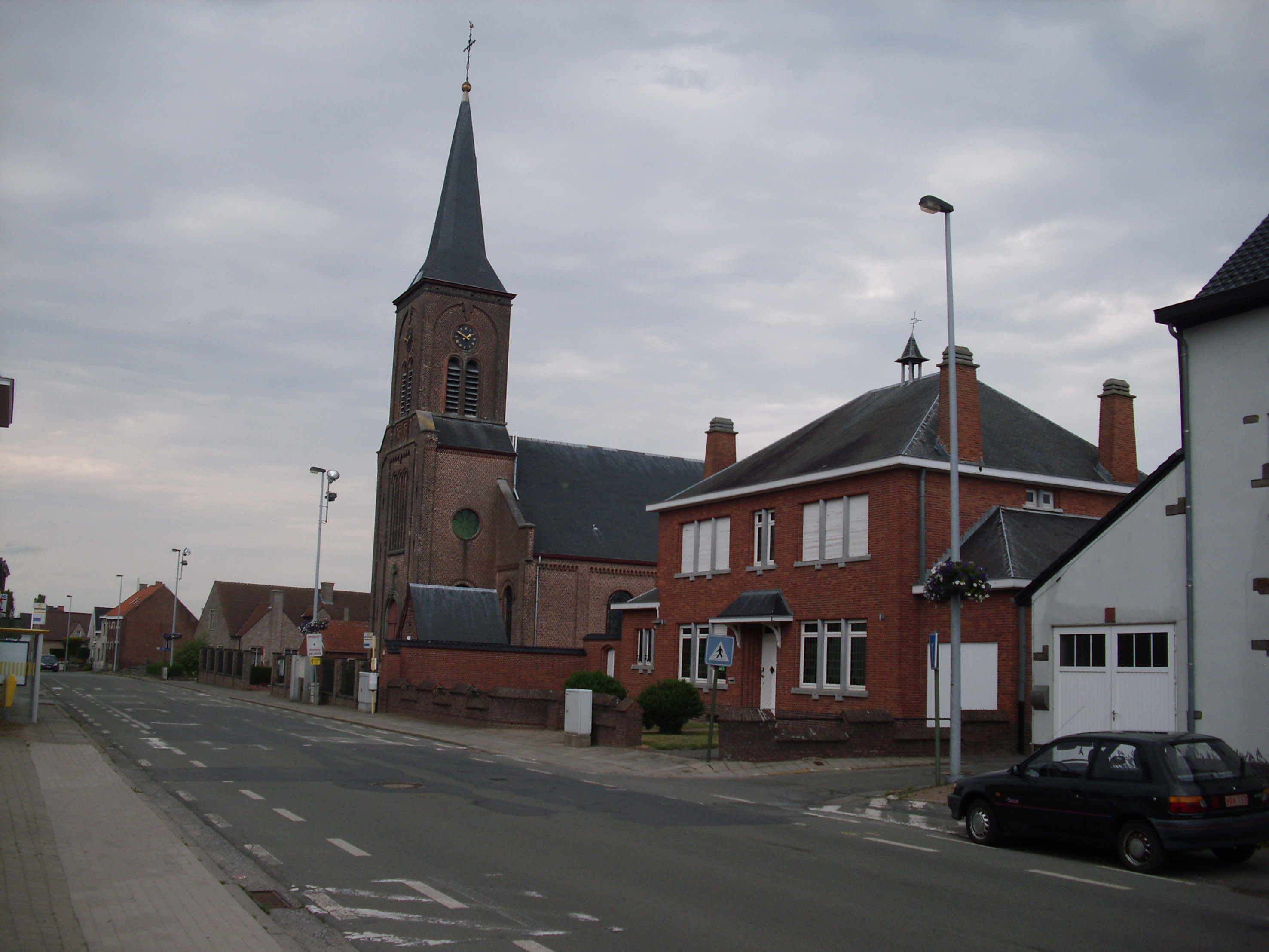
Het dorp van Heldergem

## Demografische ontwikkeling
- Bronnen:NIS, Opm:1831 tot en met 1970=volkstellingen; 1976 = inwoneraantal op 31 december

## Sport
In Heldergem speelde tot 2011 de voetbalclub Sporting Heldergem.

## Nabijgelegen kernen
Heldergem wordt omringd door Sint-Antelinks (deelgemeente Herzele), Woubrechtegem (deelgemeente Herzele), Aaigem (deelgemeente Erpe-Mere), Haaltert, Kerksken (deelgemeente Haaltert), Denderhoutem (deelgemeente Haaltert), Outer (Ninove) en Nederhasselt (Ninove).
Deelgemeenten: Denderhoutem · Haaltert · Heldergem · Kerksken

Gehuchten: Ede · Terjoden (deels)

Belgische gemeenten · Arrondissement Aalst · Oost-Vlaanderen · Vlaanderen